# Jinchuan (häradshuvudort i Kina, Sichuan Sheng, lat 31,48, long 102,06)
Jinchuan (kinesiska: 金川, 金川县) är en häradshuvudort i Kina. Den ligger i provinsen Sichuan, i den sydvästra delen av landet, omkring 210 kilometer nordväst om provinshuvudstaden Chengdu. Antalet invånare är 65 976. Befolkningen består av 32 481 kvinnor och 33 495 män. Barn under 15 år utgör 18,0 %, vuxna 15-64 år 71 %, och äldre över 65 år 9,0 %.
Runt Jinchuan är det glesbefolkat, med 12 invånare per kvadratkilometer. Det finns inga andra samhällen i närheten. I omgivningarna runt Jinchuan växer i huvudsak blandskog.
Genomsnittlig årsnederbörd är 1 047 millimeter. Den regnigaste månaden är juni, med i genomsnitt 231 mm nederbörd, och den torraste är december, med 5 mm nederbörd.